# یواس‌اس کانول (اف‌اف-۱۰۵۶)
یواس‌اس کانول (اف‌اف-۱۰۵۶) (به انگلیسی: USS Connole (FF-1056)) یک کشتی بود که طول آن ۴۳۸ فوت (۱۳۴ متر) بود. این کشتی در سال ۱۹۶۸ ساخته شد.